# Tom Campbell (Politiker, 1952)

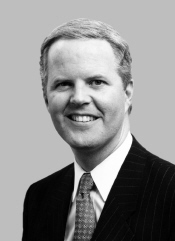
Tom Campbell (1997)

Thomas John „Tom“ Campbell (* 14. August 1952 in Chicago, Illinois) ist ein US-amerikanischer Politiker. Zwischen 1989 und 2001 vertrat er zweimal den Bundesstaat Kalifornien im US-Repräsentantenhaus.

## Werdegang
Tom Campbell besuchte bis 1965 die Hardy Preparatory School in Chicago und danach bis 1969 die dortige St. Ignatius High School. Anschließend studierte er bis 1973 an der University of Chicago. Nach einem anschließenden Jurastudium an der Harvard University und seiner 1976 erfolgten Zulassung als Rechtsanwalt begann er in Chicago in diesem Beruf zu arbeiten. Gleichzeitig studierte er noch bis 1980 an der University of Chicago Wirtschaftslehre. Politisch schloss sich Campbell der Republikanischen Partei an. In den Jahren 1980 und 1981 gehörte er zum Beraterstab des Weißen Hauses; zwischen 1981 und 1983 war er Mitglied der Federal Trade Commission. Von 1983 bis 1988 lehrte er an der Stanford University Jura.
Bei den Kongresswahlen des Jahres 1988 wurde Campbell im zwölften Wahlbezirk von Kalifornien in das US-Repräsentantenhaus in Washington, D.C. gewählt, wo er am 3. Januar 1989 die Nachfolge von Ernie Konnyu antrat. Nach einer Wiederwahl konnte er bis zum 3. Januar 1993 zwei Legislaturperioden im Kongress absolvieren. Im Jahr 1992 kandidierte er nicht wieder. Stattdessen strebte er erfolglos seine Wahl in den US-Senat an. Zwischen 1993 und 1995 gehörte Campbell dem Senat von Kalifornien an.
Nach dem Rücktritt des Abgeordneten Norman Mineta wurde Campbell bei der fälligen Nachwahl für den 15. Sitz von Kalifornien als dessen Nachfolger erneut in das US-Repräsentantenhaus gewählt, wo er am 12. Dezember 1995 sein neues Mandat antrat. Nach zwei Wiederwahlen konnte er bis zum 3. Januar 2001 zwei weitere Amtszeiten im Kongress verbringen. Im Jahr 2000 verzichtete er auf eine weitere Kandidatur. Auch diesmal kandidierte er erfolglos für den US-Senat. Von 2002 bis 2008 war Campbell Dekan der Haas School of Business; seit 2011 ist er Dekan der Chapman Law School. Für das Jahr 2010 plante er eine Kandidatur für das Amt des Gouverneurs. Später änderte seinen Plan und beschloss, erneut für den US-Senat zu kandidieren. Dabei scheiterte er in den Vorwahlen seiner Partei an Carly Fiorina.